# Chris Thomson
Chris Thomson (Wellington, 1945 — Sydney, 1 de julho de 2015) foi um diretor de televisão, diretor de cinema, produtor de televisão e roteirista neozelandês, considerado um dos pioneiros da indústria televisiva da Nova Zelândia na década de 1960.

## Primeiros anos
Thomson nasceu em 1945 na cidade de Wellington, Nova Zelândia. Quando a empresa estatal de telecomunicações NZ Broadcasting Corporation começou a organizar seminários na década de 1960 na tentativa de lidar com o então novo meio, a televisão, Thomson liderou uma das oficinas de treinamento para um grupo pioneiro de atores em 1967. Assim, ele se tornou um dos primeiros diretores da teledramaturgia neozelandesa.

## Carreira
Em 1967, Thomson dirigiu o primeiro drama a ser exibido na televisão neozelandesa, o controverso A Game for Five Players, inspirado no assassinato real de um homossexual em Christchurch. No mesmo ano, ele produziu Double Exposure, um drama bem recebido pelo público. Aos 25 anos, produziu The Alpha Plan (1969), a primeira atração dramatúrgica exibida em vários episódios no país e que teve uma produção ambiciosa, incluindo cenas gravadas no Aeroporto de Auckland e na Ilha Pakatoa. Em 1971, dirigiu The Killing of Kane, o primeiro telefilme local filmado em cores, ambientado durante as Guerras da Nova Zelândia.
Depois de se mudar para o Reino Unido no início dos anos 1970, ele trabalhou como diretor na BBC e posteriormente estabeleceu-se na Austrália para dirigir as minisséries 1915 (1982), Waterfront (1984) e The Last Bastion (1984), bem como os longas-metragens The Empty Beach (1985) e The Delinquents (1989), estrelado por Charlie Schlatter e Kylie Minogue em sua estreia no cinema. Nesse período, também dirigiu vários telefilmes e programas de televisão, incluindo o primeiro episódio da série A Country Practice em 1981. Um dos últimos créditos de direção de Thomson foi Ponderosa (2001), uma prequência da clássica série de faroeste Bonanza (1959-1973). Durante sua longa carreira, colaborou estritamente com artistas como Jacki Weaver, Bryan Brown, Greta Scacchi, Bill Hunter, John Seale e Andrew Lesnie.

## Vida pessoal
O cineasta era casado com Janet Thomson, com quem teve uma filha, Kirsty, e dois netos, chamados Jackson e Rufus. Morreu aos 70 anos em Sydney, Nova Gales do Sul, em 1.º de julho de 2015, após sofrer um acidente vascular cerebral súbito.

## Filmografia

### Cinema
| Ano  | Título          | Crédito    | Notas                | Ref.  |
| ---- | --------------- | ---------- | -------------------- | ----- |
| 1985 | Three's Trouble | Diretor    | Diretamente em vídeo | [ 5 ] |
| 1985 | The Empty Beach | Diretor    |                      | [ 6 ] |
| 1989 | The Delinquents | Diretor    |                      | [ 4 ] |
| 1990 | Jigsaw          | Roteirista |                      | [ 7 ] |

### Televisão

#### Diretor
| Ano     | Título                                 | Notas                     | Ref.   |
| ------- | -------------------------------------- | ------------------------- | ------ |
| 1967    | A Game for Five Players                | Telefilme                 | [ 6 ]  |
| 1967    | Double Exposure                        | Curta-metragem televisivo | [ 8 ]  |
| 1969    | The Alpha Plan - Episode One           | Telefilme em série        | [ 6 ]  |
| 1971    | The Killing of Kane                    | Telefilme                 | [ 6 ]  |
| 1976    | Housewives' Choice                     | Telefilme                 | [ 9 ]  |
| 1979    | The Oracle                             | Telefilme                 | [ 7 ]  |
| 1980    | Big Toys                               | Telefilme                 | [ 9 ]  |
| 1980    | Spring & Fall                          | Telessérie                | [ 6 ]  |
| 1981    | The Patchwork Hero                     | Telessérie                | [ 6 ]  |
| 1981-83 | A Country Practice                     | Soap opera                | [ 6 ]  |
| 1982    | 1915                                   | Minissérie                | [ 6 ]  |
| 1983    | Waterfront                             | Minissérie                | [ 10 ] |
| 1983    | The Coral Island                       | Minissérie                | [ 9 ]  |
| 1984    | The Last Bastion                       | Minissérie documental     | [ 9 ]  |
| 1985    | The Perfectionist                      | Telefilme                 | [ 7 ]  |
| 1986    | Man of Letters                         | Telefilme                 | [ 11 ] |
| 1986    | The Challenge                          | Minissérie                | [ 6 ]  |
| 1987    | The Hitchhiker                         | Telessérie                | [ 6 ]  |
| 1988    | She Was Marked for Murder              | Telefilme                 | [ 7 ]  |
| 1988    | Moving Target                          | Telefilme                 | [ 7 ]  |
| 1989    | Swimsuit                               | Telefilme                 | [ 9 ]  |
| 1989    | The Rainbow Warrior Conspiracy         | Minissérie                | [ 9 ]  |
| 1991    | Stop at Nothing                        | Telefilme                 | [ 7 ]  |
| 1991    | The Flying Doctors                     | Telessérie                | [ 6 ]  |
| 1993    | Police Rescue                          | Telessérie                | [ 9 ]  |
| 1993    | The Flood: Who Will Save Our Children? | Telefilme                 | [ 9 ]  |
| 1993    | The Feds: Betrayal                     | Telefilme em série        | [ 12 ] |
| 1993-94 | Time Trax                              | Telessérie                | [ 6 ]  |
| 1994    | Woman on the Ledge                     | Telefilme                 | [ 7 ]  |
| 1996    | The Morrison Murders                   | Telefilme                 | [ 13 ] |
| 1997    | Trucks                                 | Telefilme                 | [ 14 ] |
| 1997-98 | Raw FM                                 | Telessérie                | [ 6 ]  |
| 1998    | Meteorites!                            | Telefilme                 | [ 15 ] |
| 2001    | Ponderosa                              | Telessérie                | [ 6 ]  |

#### Produtor
| Ano  | Título                       | Notas                | Ref.   |
| ---- | ---------------------------- | -------------------- | ------ |
| 1967 | A Game for Five Players      |                      | [ 6 ]  |
| 1967 | Double Exposure              |                      | [ 8 ]  |
| 1969 | Green Gin Sunset             | Teleteatro           | [ 16 ] |
| 1969 | The Alpha Plan               | Drama em seis partes | [ 17 ] |
| 1969 | The Alpha Plan - Episode One |                      | [ 6 ]  |
| 1971 | The City of No               | Telefilme            | [ 6 ]  |
| 1980 | Spring & Fall                |                      | [ 6 ]  |
| 1981 | The Patchwork Hero           |                      | [ 6 ]  |
| 1986 | Man of Letters               |                      | [ 11 ] |

#### Roteirista
| Ano     | Título             | Ref.  |
| ------- | ------------------ | ----- |
| 1981-83 | A Country Practice | [ 6 ] |

#### Presença em documentários
| Ano  | Título                             | Notas                       | Ref.  |
| ---- | ---------------------------------- | --------------------------- | ----- |
| 1967 | NZBC Actors' Workshops             | Documentário televisivo     | [ 6 ] |
| 2010 | 50 Years of New Zealand Television | Episódio: "Telling Stories" | [ 6 ] |

## Prêmios e indicações
| Ano  | Premiação                        | Categoria                                 | Obra                                          | Resultado | Ref.   |
| ---- | -------------------------------- | ----------------------------------------- | --------------------------------------------- | --------- | ------ |
| 1970 | Feltex Awards                    | Melhor entretenimento leve                | The Alpha Plan - Episode One                  | Venceu    | [ 18 ] |
| 1970 | Feltex Awards                    | Melhores artes                            | Green Gin Sunset                              | Venceu    | [ 19 ] |
| 1983 | Logie Awards                     | Melhor minissérie/telefilme               | 1915                                          | Venceu    | [ 19 ] |
| 1985 | Logie Awards                     | Melhor minissérie/telefilme               | Waterfront                                    | Venceu    | [ 19 ] |
| 1986 | Australian Film Institute Awards | Melhor telefilme                          | The Perfectionist                             | Venceu    | [ 19 ] |
| 1987 | Australian Film Institute Awards | Melhor conquista em direção de minissérie | The Challenge                                 | Indicado  | [ 20 ] |
| 1988 | CableACE Awards                  | Direção — série dramática                 | The Hitchhiker (episódio "Why Are You Here?") | Indicado  | [ 19 ] |